# Eleições parlamentares no Turcomenistão em 2018
Eleições parlamentares foram realizadas no Turcomenistão em 25 de março de 2018, junto as eleições locais.

## Campanha eleitoral
Um total de 284 candidatos disputaram as eleições; 117 do Partido Democrático (TDP), 28 do Partido Agrário (APT), 23 do Partido dos Industriais e Empresários (PIE) e 116 como independentes.

## Resultados
| Partido                               | Votos     | %     | Assentos | +/–  |
| ------------------------------------- | --------- | ----- | -------- | ---- |
| Partido Democrático do Turcomenistão  |           |       | 55       | +8   |
| Partido dos Industriais e Empresários |           |       | 11       | –3   |
| Partido Agrário do Turcomenistão      |           |       | 11       | Novo |
| Independentes                         |           |       | 48       | +41  |
| Total                                 |           |       | 125      | 0    |
|                                       |           |       |          |      |
| Total de votos                        | 3,017,801 | –     |          |      |
| Eleitores registrados/comparecimento  | 3,291,312 | 91.69 |          |      |
| Fonte:                                |           |       |          |      |